# Merle Baasdam
Merle Baasdam (Ootmarsum, 12 november 1998) is een Nederlands volleybalspeelster. Baasdam kwam in Nederland uit voor Set-Up'65 en in het buitenland voor Hermes Volley Oostende, Marsala Volley en Sharjah Volley. Sinds 2023 komt Baasdam weer uit voor Set-Up'65.

## Carrière
Baasdam begon met volleyballen bij Set-Up'65 in haar geboorteplaats Ootmarsum. In februari 2020 ging ze bij het Belgische Hermes Volley Oostende haar eerste buitenlandse avontuur aan. Met de club uit Oostende ging ze voor de vijfde plaats. In de CEV Challenge Cup werd Baasdam met Hermes Volley in achtste finales uitgeschakeld door het Panathinaikos V.C. van Maret Grothues. In 2022 verliet Baasdam België voor een overstap naar het Italiaanse Marsala Volley. Een jaar later vertrok ze naar Sharjah Volley, een volleybalploeg uit Dubai, Verenigde Arabische Emiraten. Hetzelfde jaar keerde ze terug bij Set-Up'65.